# مکتفی
مکتفی(نام کامل وی: أبو أحمد علی المکتفی بالله بن المعتضد بن الموفق بن المتوکل) خلیفه عباسی در بغداد بود که از سالهای ۹۰۲ تا ۹۰۸ میلادی فرمان راند. مکتفی به هنگام مرگ معتضد در رقه بود و قاسم وزیر برای او بیعت گرفت؛ تا این که به بغداد رسید و رسماً فرمانروایی را برعهده گرفت. در دوران مکتفی، سامانیان در ایران قدرت یافتند. اسماعیلیان در بصره، بغداد و سوریه به تبلیغ می‌پرداختند. از سوی دیگر، گروهی از آشوبگران به هنگام بازگشت از مکه، بر کاروان حج یورش بردند و چندین هزار تن را کشتند. مکتفی یحیی بن زکرویه را که از سران شورش بود، کشت و در دفع قرمطیان کوشش نمود. وی در سال ۹۰۸ میلادی برابر با ۲۹۵ هجری درگذشت.